# Amphoe Wang Sombun
Amphoe Wang Sombun (Thai: อำเภอ วังสมบูรณ์) ist ein Landkreis (Amphoe – Verwaltungs-Distrikt) im Südwesten der Provinz Sa Kaeo. Die Provinz Sa Kaeo liegt in der Ostregion von Thailand an der Grenze zu Kambodscha, wird aber verwaltungstechnisch zu Zentralthailand gezählt.

## Geographie
Amphoe Wang Sombun wird von folgenden Amphoe begrenzt (vom Norden im Uhrzeigersinn aus gesehen): die Amphoe Wang Nam Yen und Khlong Hat in der Provinz Sa Kaeo, die Amphoe Soi Dao und Kaeng Hang Maeo in der Provinz Chanthaburi sowie Amphoe Tha Takiap in der Provinz Chachoengsao.

## Geschichte
Wang Sombun wurde am 1. Juli 1997 zunächst als „Zweigkreis“ (King Amphoe) eingerichtet, indem drei Tambon vom Amphoe Wang Nam Yen abgetrennt wurden.
Am 15. Mai 2007 hatte die thailändische Regierung beschlossen, alle 81 King Amphoe in den einfachen Amphoe-Status zu erheben, um die Verwaltung zu vereinheitlichen.
Mit der Veröffentlichung in der Royal Gazette „Issue 124 chapter 46“ vom 24. August 2007 trat dieser Beschluss offiziell in Kraft.

## Verwaltung

### Provinzverwaltung
Der Landkreis Wang Sombun ist in drei Tambon („Unterbezirke“ oder „Gemeinden“) eingeteilt, die sich weiter in 48 Muban („Dörfer“) unterteilen.
| Nr. | Name        | Thai    | Muban | Einw.  |
| --- | ----------- | ------- | ----- | ------ |
| 01. | Wang Sombun | วังสมบูรณ์ | 17    | 10.679 |
| 02. | Wang Mai    | วังใหม่   | 14    | 11.832 |
| 03. | Wang Thong  | วังทอง   | 17    | 13.312 |

### Lokalverwaltung
Es gibt zwei Kommunen mit „Kleinstadt“-Status (Thesaban Tambon) im Landkreis:
- Wang Thong (Thai: เทศบาลตำบลวังทอง) bestehend aus dem kompletten Tambon Wang Thong.
- Wang Sombun (Thai: เทศบาลตำบลวังสมบูรณ์) bestehend aus dem kompletten Tambon Wang Sombun.

Außerdem gibt es eine „Tambon-Verwaltungsorganisation“ (องค์การบริหารส่วนตำบล – Tambon Administrative Organization, TAO)
- Wang Mai (Thai: องค์การบริหารส่วนตำบลวังใหม่) bestehend aus dem kompletten Tambon Wang Mai.